# Joakim Lindner
Joakim Magnus Bertil Lindner (Stoccolma, 22 marzo 1991) è un calciatore svedese, centrocampista del Varberg.

## Biografia
È figlio di Magnus Olsson (1949-2013), velista che in carriera partecipò a gare come l'America's Cup o la Whitbread Round the World Race/Volvo Ocean Race.

## Carriera
Ha iniziato a giocare a calcio all'età di 5 anni nel Brommapojkarna, squadra stoccolmese con cui ha compiuto tutta la trafila delle giovanili.
Quando era diciannovenne è stato prestato al Gröndals IK, nel campionato di Division 1, poi è rientrato al Brommapojkarna dove si è ritagliato spazio. Nella stagione 2012 ha contribuito con 24 presenze (di cui 11 da titolare) al ritorno del club nella massima serie nazionale. Al suo esordio personale nel campionato di Allsvenskan ha messo a referto 17 presenze, di cui 6 dal primo minuto. A fine stagione, tuttavia, il suo contratto in scadenza non è stato rinnovato dai rossoneri.
Rimasto dunque svincolato, nel gennaio del 2014 ha firmato un contratto con l'Öster, squadra militante in Superettan. La sua permanenza in rossoblu è però durata un solo anno, poiché anche in questo caso la dirigenza ha deciso di non estendere il suo contratto.
Nel gennaio del 2015 è stato ingaggiato dal Varberg, altra squadra del campionato di Superettan. Il suo contratto con i neroverdi è stato rinnovato in più occasioni, rispettivamente nel 2016, nel 2018 e nel 2019. Proprio la stagione 2019 è stata quella che ha visto la squadra conquistare la prima promozione in Allsvenskan della propria storia.